# 田中章博
田中 章博（たなか のりひろ、1953年9月29日 - 2016年7月24日）は、日本中央競馬会（JRA）栗東トレーニングセンターに所属していた調教師。実父は田中良平元調教師、また叔父には元騎手の高尾武士がいる。

## 来歴
1977年に実父の良平厩舎所属の厩務員となり 、その後調教助手を経て1991年に調教師免許取得。翌92年に厩舎を開業した。
2016年7月24日9時23分（JST）、入院先の滋賀医科大学医学部附属病院で死去した。63歳没。詳しい死因は公表されていない。実父同様現役の調教師のまま死去という形になった。また管理していた20馬房、及び競走馬38頭は翌7月25日付でかつて田中の下で調教助手として活動していた音無秀孝に臨時貸付され、同年9月20日までの期間限定で転厩となった。

## 調教師成績
|            | 日付           | 競馬場・開催  | 競走名    | 馬名             | 頭数 | 人気 | 着順 |
| ---------- | -------------- | ------------- | --------- | ---------------- | ---- | ---- | ---- |
| 初出走     | 1992年3月7日   | 1回中京1日3R  | 4歳未勝利 | ハリケングレイス | 13頭 | 6    | 10着 |
| 初勝利     | 1992年4月26日  | 3回京都2日3R  | 4歳未勝利 | ハリケングレイス | 18頭 | 10   | 1着  |
| 重賞初出走 | 1992年3月22日  | 1回中京6日11R | 中京記念  | ステイジヒーロー | 13頭 | 9    | 3着  |
| 重賞初勝利 | 1997年3月9日   | 2回京都6日11R | 京都記念  | ユウトウセイ     | 11頭 | 2    | 1着  |
| GI初出走   | 1992年11月22日 | 5回京都6日10R | マイルCS  | ステイジヒーロー | 18頭 | 13   | 14着 |

### おもな管理馬
- ファンドリショウリ（1997年中日新聞杯）[1]
- ユウトウセイ（1997年京都記念）[2]
- デンシャミチ（2005年京王杯2歳ステークス）[1]
- ソリッドプラチナム（2006年マーメイドステークス）[1]
- モチ（2007年若駒ステークス）

## おもな厩舎所属者
※太字は門下生。括弧内は厩舎所属期間と所属中の職分。
- 武永祥（1992年-1993年 騎手、1993年-現在 調教助手）
- 音無秀孝（1993年-1995年 調教助手）
- 山田泰誠（1994年-1995年 騎手）
- 柴原央明（1999年-2006年 騎手）
- 塩村克己（2001年-2002年 騎手、2002年-現在 調教助手）